# تور (شبكة)
تور (بالإنجليزية: Tor)‏ اختصارًا لـ (The Onion Router) هو برنامج تخفي يستخدم الاتصال المشفر على شبكة الإنترنت يعتمد الجيل الثاني من نظام التسيير البصلي وهو نظام يمكن مستخدميه من الاتصال بدون الكشف عن الهوية على شبكة الإنترنت. قدم روجر دينجليدين، ونيك ماثيوسن، وباول سيفيرسون نظام تور في الندوة الأمنية الثالثة عشر لاتحاد الحوسبة التقنية المتقدمة.
يتم تنفيذ «التمرير أو التسيير البصلي» Onion Routing عن طريق التشفير في طبقة التطبيق الخاص بتكدس بروتوكول الاتصال المتداخل تماماً مثل طبقات البصل. حيث يقوم «تور» بتشفير البيانات كلها بما فيها عنوان الـ IP الخاصة بوجهة العقدة التالية عدة مرات ومن ثم يرسلها عبر دائرة افتراضية تشتمل على مرحلات «تور» متتالية وذات اختيار عشوائي. ثم يقوم كل مرحل بفك تشفير طبقة من التشفير للكشف عن المرحل التالي في الدائرة لتمرير البيانات المشفرة المتبقية إليه. ويقوم المرحل النهائي بفك تشفير الطبقة الأعمق من التشفير ويرسل البيانات الأصلية إلى وجهتها دون الكشف عن عنوان IP المصدر أو معرفته. نظرًا لأن تمرير الاتصال كان مخفيًا جزئيًا عند كل قفزة في دائرة «تور»، فإن هذه الطريقة تلغي أي نقطة مفردة يمكن عندها تحديد النظراء المتصلين من خلال مراقبة الشبكة التي تعتمد في العادة على معرفة مصدر هذه النقطة المفردة ووجهتها.
قد يحاول خصم ما إزالة إخفاء هوية المستخدم بعدة وسائل، إحدى هذه الوسائل التي يمكن من خلالها تحقيق ذلك هي استغلال البرامج غير المحصنة على كمبيوتر المستخدم. كان لدى وكالة الأمن القومي تقنية تستهدف عدم التحصن أو الثغرة الأمنية هذه أطلقوا عليها اسم "EgotisticalGiraffe"، وذلك ضمن إصدار قديم من متصفح فايرفوكس مدمج مع حزمة «تور» تستهدف بشكل عام مستخدمي «تور» للمراقبة عن كثب في إطار برنامج XKeyscore.
إن الهجمات ضد «تور» هي منطقة نشطة ومشجعة للبحث الأكاديمي المرحب به من قبل مشروع «تور» نفسه. لقد جاء الجزء الأكبر من التمويل لتطوير تور من قبل الحكومة الفيدرالية للولايات المتحدة، حيث كانت في البداية من خلال مكتب البحوث البحرية وداربا.

## نظرة عامة
تور هو عبارة عن شبكة من الأنفاق الافتراضية التي تتيح للناس والجماعات زيادة مستوى الخصوصية والأمن على شبكة الإنترنت. يوفر تور الأساس لمجموعة من التطبيقات التي تسمح للمنظمات والأفراد تبادل المعلومات من خلال شبكات عامة بخصوصية.
استخدام الأفراد لتور بالعادة يكون لتصفح المواقع بدون تعقبهم وأفراد عائلتهم، أو للإتصال بمواقع الأخبار وخدمات المراسلة الفورية وغيرها مما يحظره مزود الإنترنت..
خدمات تور الخفية تتيح للمستخدمين نشر المواقع الإلكترونية وغيرها من الخدمات دون الحاجة للكشف عن المكان. يستخدم الصحفيون تور للتواصل بأمان أكبر مع كاشفي الفساد والمعارضين. المنظمات غير الحكومية تستخدم تور للسماح لعمالهم بالاتصال بعائلاتهم في حين أنهم في بلد أجنبي، دون إعلام الجميع أنهم يعملون مع تلك المنظمة.
تلك الخدمات الخفية يمكن الوصول لها عبر نطاق أنيون الذي يعمل فقط على شبكة تور.

## نقاط الضعف
ومثل جميع شبكات عدم الكشف عن الكمون الحالية المنخفضة، لا يستطيع تور ولا يحاول الحماية من مراقبة حركة المرور عند حدود شبكة تور (أي حركة الدخول والخروج من الشبكة). في حين يوفر تور الحماية ضد تحليل حركة المرور، فإنه لا يمكن منع تأكيد حركة المرور (وتسمى أيضا ارتباط نهاية إلى نهاية).
على الرغم من نقاط الضعف والهجمات المعروفة هنا، كشفت دراسة أجريت عام 2009 أن تور ونظام الشبكة البديلة جوندونيم (جافا أنون بروكسي، جاب) تعتبر أكثر مرونة في تقنيات البصمات على الموقع من بروتوكولات الأنفاق الأخرى.
والسبب في ذلك هو أن بروتوكولات فين ذات القفزة الأحادية التقليدية لا تحتاج إلى إعادة بناء بيانات الرزم تقريبا مثل خدمة القفزات المتعددة مثل تور أو جوندونيم. وأظهرت البصمات على الموقع أكثر من 90٪ من الدقة لتحديد حزم هتب على بروتوكولات فين التقليدية مقابل تور التي أسفرت عن دقة 2.96٪ فقط. ومع ذلك، فإن بعض البروتوكولات مثل أوبنسه وأوبنفن تتطلب قدرا كبيرا من البيانات قبل تحديد حزم هتب.
قام باحثون من جامعة ميشيغان بتطوير ماسح ضوئي للشبكة يتيح التعرف على 86٪ من «جسور» تور الحية مع مسح واحد.

## تحسين الأمن
رد تور على نقاط الضعف السابقة المذكورة أعلاه عن طريق الترقيع وتحسين الأمن. بطريقة أو بأخرى، يمكن أن تؤدي أخطاء المستخدم (المستخدمة) إلى الكشف. يوفر موقع مشروع تور أفضل الممارسات (تعليمات) حول كيفية استخدام متصفح تور بشكل صحيح. عند استخدام غير صحيح، تور غير آمن. على سبيل المثال، يحذر تور مستخدميها من عدم حماية جميع الزيارات؛ فقط حركة المرور الموجهة من خلال متصفح تور محمية. كما يتم تحذير المستخدمين لاستخدام إصدارات هتبس من المواقع، وليس لاستخدام تور على تور، وليس إلى تور مع تور، وليس لتمكين الإضافات المتصفح، وليس لفتح الوثائق التي تم تحميلها من خلال تور أثناء الإنترنت، واستخدام الجسور الآمنة.
كما يتم تحذير المستخدمين أنهم لا يستطيعون تقديم اسمهم أو غيرها من المعلومات الكشف في منتديات الويب على تور والبقاء مجهول في نفس الوقت. وعلى الرغم من ادعاءات وكالات الاستخبارات بأن 80٪ من مستخدمي تور سيتم إلغاء الكشف عن هويتهم خلال 6 أشهر في عام 2013، التي لم يحدث حتى الآن. في الواقع، في وقت متأخر من سبتمبر 2016، مكتب التحقيقات الفيدرالي لا يمكن تحديد موقع، إلغاء الكشف عن هوية والتعرف على المستخدم تور الذي اخترق في حساب البريد الإلكتروني من موظف على خادم البريد الإلكتروني هيلاري كلينتون.
ويبدو أن أفضل تكتيك من وكالات إنفاذ القانون لإلغاء الكشف عن هوية المستخدمين تبقى مع الخصوم تور التتابع عقد العقد المسممة، وكذلك الاعتماد على المستخدمين أنفسهم باستخدام متصفح تور بشكل غير صحيح. على سبيل المثال، يمكن تنزيل الفيديو من خلال متصفح تور ثم فتح الملف نفسه على محرك أقراص ثابت غير محمي أثناء الاتصال بالإنترنت من خلال إتاحة عناوين إب الحقيقية للمستخدمين للسلطات.

## الاستعمال

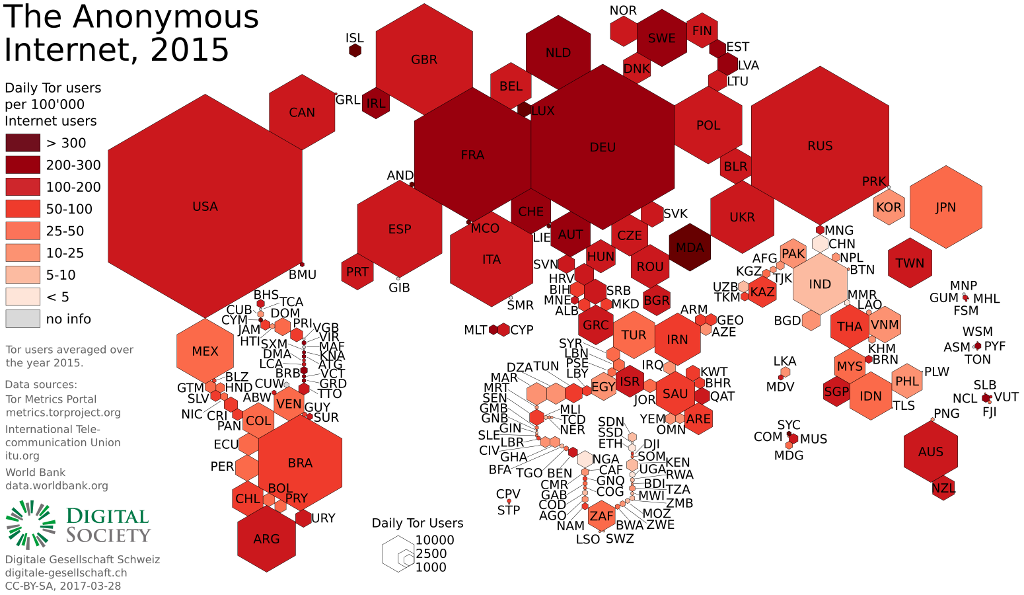
رسم بياني يوضح استخدام تور

يتيح تور لمستخدميه تصفح الإنترنت والدردشة وإرسال الرسائل الفورية بشكل مجهول، ويستخدمه مجموعة متنوعة من الأشخاص لأغراض مشروعة وغير
مشروعة. على سبيل المثال، تم استخدام تور من قبل المؤسسات الإجرامية ومجموعات القرصنة ووكالات إنفاذ القانون لأغراض متقاطعة، وبالمثل، تمول وكالات داخل حكومة الولايات المتحدة تور بشكل مختلف عبر (وزارة الخارجية الأمريكية، National مؤسسة العلوم، ومن خلال مجلس محافظي البث، الذي قام بنفسه بتمويل تور جزئيًا حتى أكتوبر 2012 - راديو آسيا الحرة) إنفاق أموال في سبيل تخريبه.
| التصنيفات                 | النسبة المئوية |
| ------------------------- | -------------- |
| القمار                    | 0٫4            |
| Guns                      | 1٫4            |
| الدردشة                   | 2٫2            |
| جديد (لم يتم التحديد بعد) | 2٫2            |
| الإعتداء                  | 2٫2            |
| الكتب                     | 2٫5            |
| دليل المواقع              | 2٫5            |
| التدوين                   | 2٫75           |
| الإباحية                  | 2٫75           |
| الإستضافة                 | 3٫5            |
| الاختراق                  | 4٫25           |
| البحث                     | 4٫25           |
| التخفي                    | 4٫5            |
| المنتديات                 | 4٫75           |
| التزوير                   | 5٫2            |
| المبلغين                  | 5٫2            |
| ويكي                      | 5٫2            |
| البريد الإلكتروني         | 5٫7            |
| البيتكوين                 | 6٫2            |
| النصب                     | 9              |
| السوق                     | 9              |
| المخدرات                  | 15٫4           |

لا يهدف تور إلى توفير خدمة عدم الكشف عن هوية المستخدم على الويب بشكل كامل ولم يتم تصميمه لمسح المسارات تمامًا ولكن بدلاً من ذلك لتقليل احتمالية تتبع المواقع للإجراءات والبيانات إلى المستخدم.
يستخدم تور أيضًا في الأنشطة غير القانونية. يمكن أن يشمل ذلك حماية الخصوصية أو التحايل على الرقابة، بالإضافة إلى نشر محتوى إساءة معاملة الأطفال أو بيع العقاقير أو توزيع البرامج الضارة. وفقًا لأحد التقديرات، «بشكل عام، في متوسط دولة / يوم، يتصل ∼6.7٪ من مستخدمي شبكة Tor بخدمات الخدمات المخفية (Onion) التي يتم استخدامها بشكل غير متناسب لأغراض غير مشروعة.»
وصفت صحيفة The Economist التور، فيما يتعلق بالبيتكوين وطريق الحرير (موقع بالأنترنت المظلم)، بأنه «ركن مظلم من الويب». وقد تم استهدافها من قبل وكالة الأمن القومي الأمريكية و GCHQ البريطانية وكالات استخبارات الإشارات، وإن كان ذلك قد حقق نجاحا جزئيا، وبشكل أكثر نجاحًا من قبل وكالة الجريمة الوطنية البريطانية في عملية التوثيق. في الوقت نفسه، كان GCHQ يستخدم أداة تسمى "Shadowcat" من أجل «الوصول المشفر من طرف إلى طرف عبر SSH وVPS باستخدام شبكة تور». يمكن استخدام تور للتشهير المجهول، وتسريبات الأخبار غير المصرح بها للمعلومات الحساسة، وانتهاك حقوق النشر، وتوزيع محتوى جنسي غير قانوني، بيع مواد خاضعة للرقابة، أسلحة، وأرقام بطاقات ائتمان مسروقة، غسيل الأموال، الاحتيال المصرفي،
الاحتيال على بطاقات الائتمان، وسرقة الهوية، وتبادل العملات المزيفة؛ يستخدم تور أساسا في الدخول إلى السوق السوداء، جزئيًا على الأقل، جنبًا إلى جنب مع البيتكوين. كما يتم استخدامه لبناء أجهزة إنترنت الأشياء.
في شكوى ضد روس ويليام أولبريشت مؤسس طريق الحرير، أقر مكتب التحقيقات الفيدرالي الأمريكي بأن تور «له استخدامات مشروعة معروفة». ووفقًا لـ CNET، فإن وظيفة إخفاء الهوية الخاصة بـتور يتم «اعتمادها من قبل مؤسسة الحدود الإلكترونية (EFF) وغيرها من مجموعات الحريات المدنية كوسيلة للمبلغين عن المخالفات والعاملين في مجال حقوق الإنسان للتواصل مع الصحفيين». يتضمن دليل الدفاع عن النفس ضد المراقبة التابع لمؤسسة EFF وصفًا للمكان المناسب لتور في إستراتيجية أكبر لحماية الخصوصية وإخفاء الهوية.
| التصنيفات                     | % النشيطة | % الكلية |
| ----------------------------- | --------- | -------- |
| العنف                         | 0٫3       | 0٫6      |
| الأسلحة                       | 0٫8       | 1٫5      |
| مجتمعات الانترنت غير المشروعة | 1٫2       | 2٫4      |
| الاختراق                      | 1٫8       | 3٫5      |
| الروابط غير المشروعة          | 2٫3       | 4٫3      |
| المحتوى الاباحي               | 2٫3       | 4٫5      |
| التطرف                        | 2٫7       | 5٫1      |
| محتويات أخرى غير مشروعة       | 3٫8       | 7٫3      |
| التمويل غير المشروع           | 6٫3       | 12       |
| المخدرات                      | 8٫1       | 15٫5     |
| مشروعة + مجهولة               | 22٫6      | 43٫2     |
| مجموع المحتوى الغير مشروع     | 29٫7      | 56٫8     |
| غير النشطة                    | 47٫7      |          |
| المحتوى نشيط                  | 52٫3      |          |

## روابط خارجية
- تور على موقع Open Hub (الإنجليزية)
- تور على موقع Free Software Directory (الإنجليزية)